# コーブルク自由州

コーブルク自由州
Freistaat Coburg

コーブルク自由州

コーブルク自由州（ドイツ語：Freistaat Coburg）は、1918年11月のドイツ革命でザクセン＝コーブルク＝ゴータ公国の君主制が倒されて成立したドイツ国の自由州である。
テューリンゲン諸邦の中で唯一テューリンゲン州への合邦に参加せず、1920年7月1日にバイエルン自由州と合邦してその一部となり消滅した。

## 歴史

### コーブルク自由州の成立
1918年11月のドイツ革命による君主制廃止の奔流はザクセン＝コーブルク＝ゴータ公国にも及び、11月14日にはカール・エドゥアルト公も退位した。ザクセン＝コーブルク＝ゴータ公国は元々ザクセン＝コーブルク公国とザクセン＝ゴータ公国の同君連合であったため、それぞれ独自の議会と政府を有していた。1919年2月9日にコーブルク州制憲議会選挙が行われ、11人の議員が選出された。ドイツ社会民主党は得票率58.6%を占めて7議席、ドイツ人民党、ドイツ民主党、コーブルク農民連盟は合わせて得票率41.4%で4議席を獲得した。 州議会議長には社会民主党のエアハルト・キルヒナーが就任した。 1919年3月10日には暫定憲法として「コーブルク自由州の立法および行政に関する暫定法 (Vorläufige Gesetz über die Gesetzgebung und Verwaltung im Freistaate Coburg)」を採択した。 州評議会議長には元公国大臣で人民党のヘルマン・クアルクが就任し、閣僚たる州評議会議員にはフランツ・クリングラーおよびラインホルト・アルトマン (いずれも社会民主党) が選出され、いわゆる三頭体制が採られた。 1919年4月12日には「コーブルクおよびゴータ自由州の地域問題の管理に関する州条約 (Staatsvertrags über die Verwaltung der gemeinschaftlichen Angelegenheiten der Freistaaten Coburg und Gotha)」が調印され、1826年から続いたコーブルクとゴータの連合が正式に解消された。 
州条約によって連合が解消されたものの、ドイツ国政府はコーブルク自由州を個別の州とは見なさず、あくまでザクセン＝コーブルク＝ゴータという国家連合の一部として扱った。 
1919年6月7日にはカール・エドゥアルト公の退位に伴う補償について州議会との間で約定が結ばれた。所領の他、約4,500ヘクタールの森林、多数の建物、公の個人財産、要塞およびホーフガルテン美術館で所蔵する芸術品、図書館、劇場、ローゼナウ城とその所蔵品、コーブルク要塞、エーレンブルク城、国立公文書館は自由州の資産となり、公にはその対価として150万マルクが支払われた。このうち要塞およびホーフガルテン美術館で所蔵する芸術品とエーレンブルク宮殿の調度品はコーブルク州立財団の管理となった。カレンベルク城とその庭園および所蔵品、アイヒホフ城、ローゼナウにある533ヘクタールの領地はカール・エドゥアルト公の資産として留められた。 
暫定憲法に基づき、州評議会議長ヘルマン・クアルクが政府および行政機関を統括する元首の立場にあったが、州評議会議員のラインホルト・アルトマンが1919年7月2日にテューリンゲン州法執行委員会のコーブルク代表に指名されたことに抗議して辞任した。1919年7月11日には暫定憲法の改正が行われ、政府機構が刷新された。州評議会議長には社会民主党のフランツ・クリングラーが就任し、評議会議員に民主党のハンス・シャックが加わった。また、行政弁護士エルンスト・フリッチュは閣僚 (Ministerialdirektor) の名目で留任した。

### バイエルン自由州との合邦へ
州評議会は、コーブルク自由州は経済的に自立不可能であると考えており、他の自由州との合邦を模索していた。そのため、1919年3月と5月に行われたテューリンゲン諸邦の合邦に関する会議に参加したものの、5月の共同体条約には同意しなかった。これと並行して、6月中旬からはバイエルン自由州、さらに7月からはプロイセン自由州とも交渉が持たれた。プロイセン自由州は8月にはプロイセンと同化する条件で合邦受け入れを発表した。一方、バイエルン自由州はより寛容で、特にコーブルクの文化遺産の保存については、テューリンゲン州とは対照的に多くの点で譲歩する姿勢を見せた。 
自由州の帰属は、1919年11月30日に行われたドイツの歴史上初の民主的な住民投票に諮られた。 「コーブルクはテューリンゲン共同体条約に参加すべきか？」 を問う住民投票には有権者の75%にあたる26,102人が投票し、そのうち実に88.11%が「参加すべきでない」とした。このため、コーブルク自由州はバイエルン自由州と合邦することになった。この結果には様々な理由があるが、コーブルクの住民は歴史的にテューリンゲン諸邦よりフランケン地方との繋がりが強かったこと、さらには第一次世界大戦ではコーブルクが他のテューリンゲン諸邦に食糧を供出させられる立場だったこと、バイエルン自由州が合邦の条件について極めて寛容な態度を示したことなどが影響している。

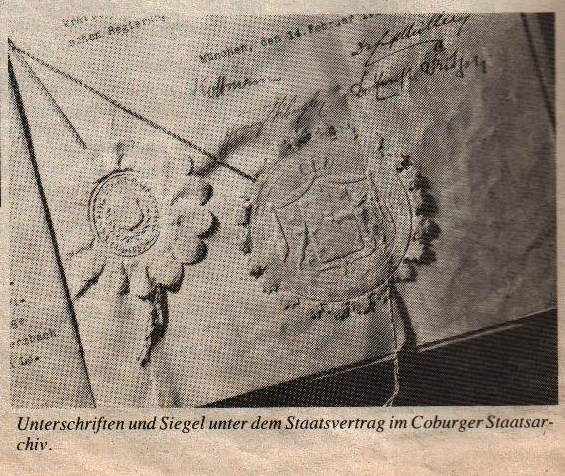
1920年2月14日に調印されたコーブルクとバイエルンの合邦に関する州間条約。コーブルクとバイエルンの全権代表による署名部分。

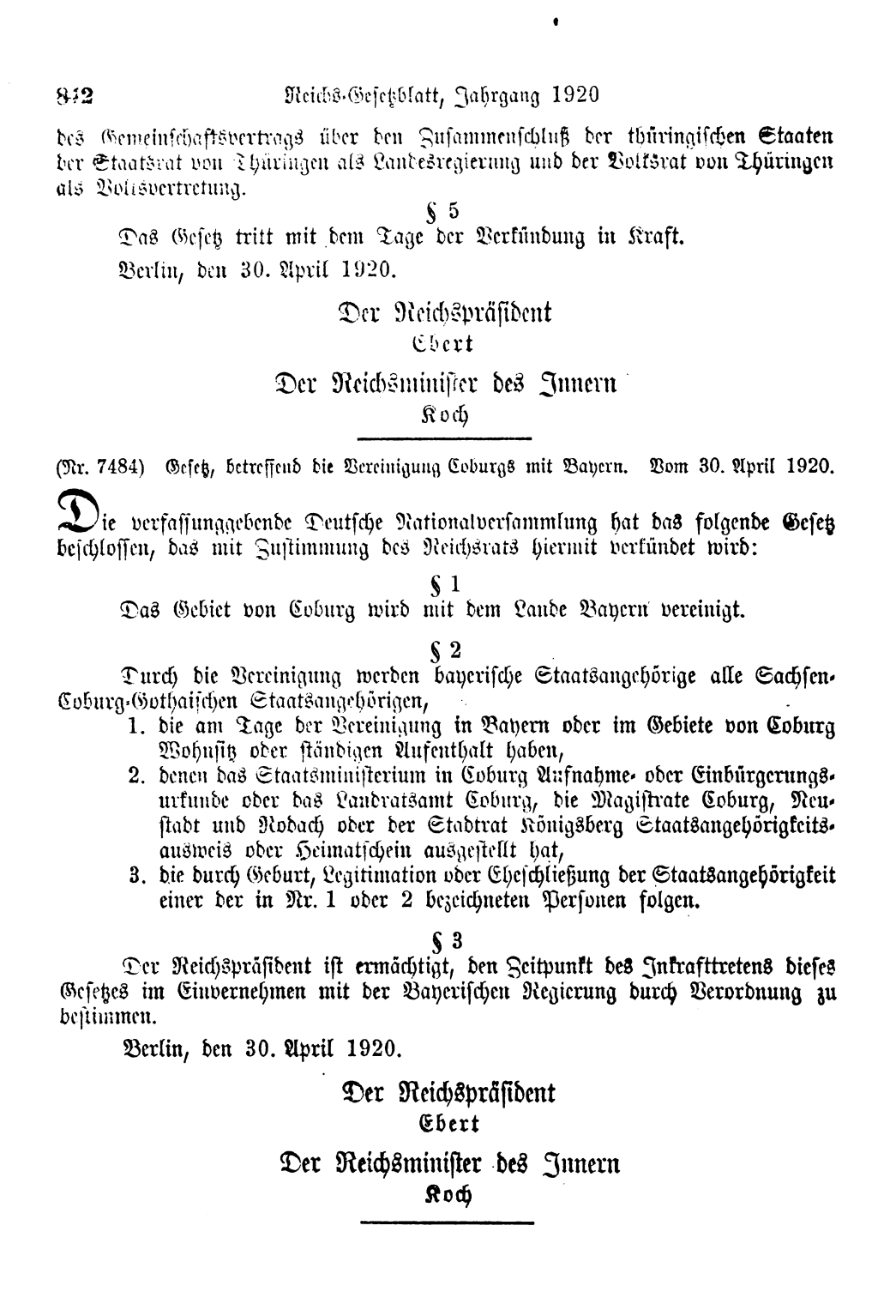
コーブルクとバイエルンの合邦に関する法律。1920年4月30日に制定され、1920年5月5日付ドイツ国官報に掲載された。

コーブルクとバイエルンの関係を規定する州間条約は1920年2月14日に調印された。その中で、コーブルクは州立財団、農林業職業組合、商工会議所、手工業会議所、州立病院、州立劇場について存続の保証を取り付けた。さらに、コーブルクは州政府の廃止の補償として、ラント裁判所を置くことを認められた。加えて、バイエルン自由州は州立劇場の赤字の最大40%、州立病院については最大75%を負担することを約束した。 
1920年7月1日、コーブルク自由州はバイエルン自由州と統合し、約600年にわたるコーブルクの独立は終わりを告げた。州間条約により、コーブルク自由州はオーバーフランケン行政管区の郡となった。また、ケーニヒスベルク・イン・バイエルンの他、アルタースハウゼン、デルフリス、エアルスドルフ、ヘリンゲン、ケスラウ、コッテンブルンおよびナッサッハを含むケーニヒスベルク地区は、ウンターフランケン行政管区のホーフハイム地区 (現在のハースベルゲ郡) に編入された。 
バイエルン自由州との合邦は、第二次世界大戦後に予想もしなかった結果をもたらした。旧コーブルク自由州はバイエルン自由州の一部としてアメリカ占領地域となったのに対して、一方のテューリンゲン州はソ連占領地域となったからである。この結果、1949年までは占領地域の境界線、1949年から1990年まではドイツ民主共和国との国境によって、テューリンゲン諸邦は分断されることになった。

## 政治

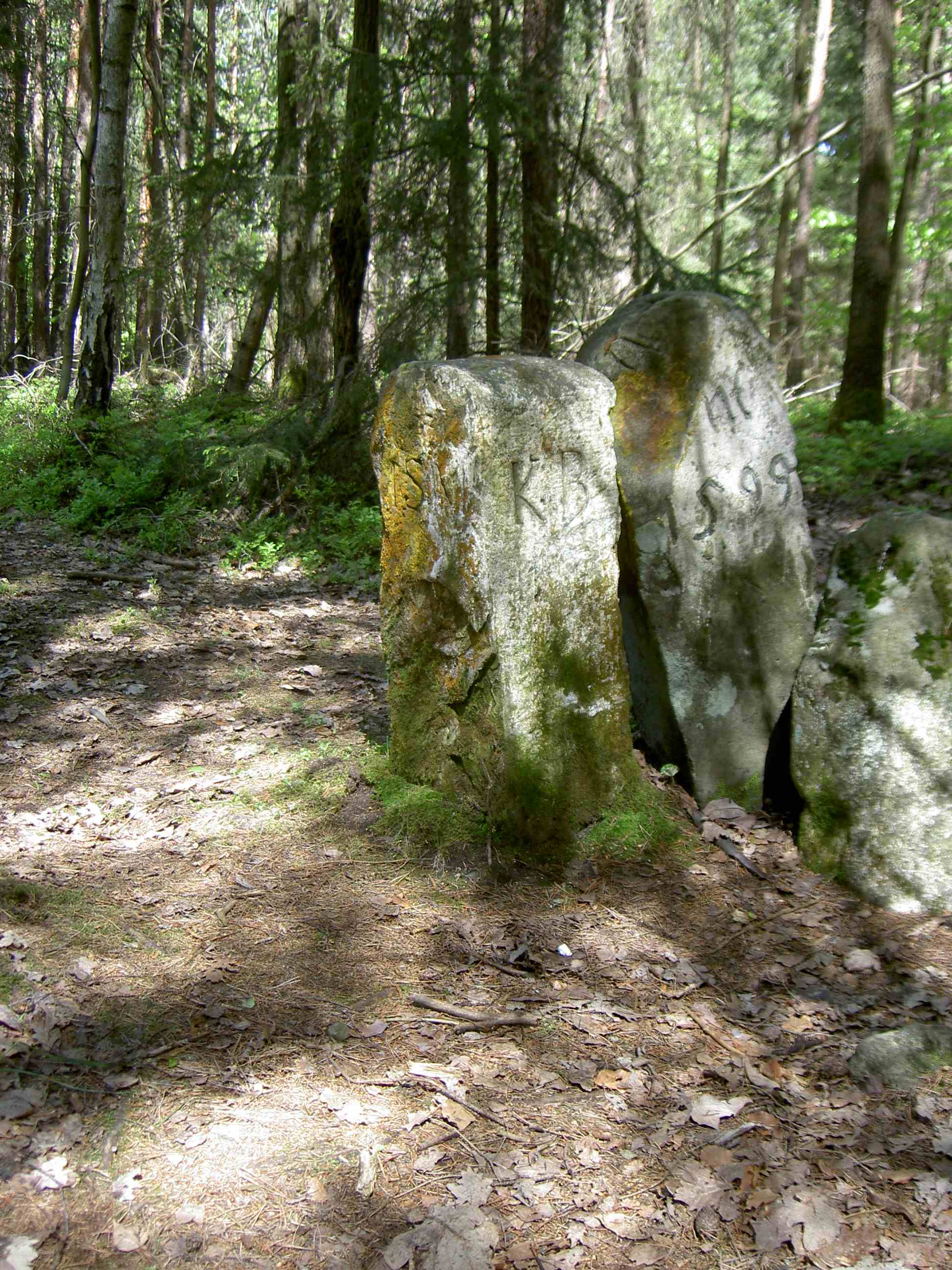
ヴァイトラムスドルフにある三国国境の標柱。
KB：バイエルン王国（Königreich Bayern）
HSM：ザクセン＝マイニンゲン公国（Herzogtum Sachsen-Meiningen）
HSC：ザクセン＝コーブルク公国（Herzogtum Sachsen-Coburg）

### 州評議会
1919年3月10日 - 1920年7月1日 
- ラインホルト・アルトマン (社会民主党)
- フランツ・クリングラー (社会民主党)
- ヘルマン・クアルク (人民党)、1919年7月8日まで
- ハンス・シャック (民主党)、1919年7月11日から